# 海峽 (加利福尼亞州)
海峽（英語：Channel）是美國加利福尼亞州布特郡的前定居點，位於馬加利亞以北約3.5英里（5.6公里）處。曾有一間郵局於1886年至1890年間在海峽暫時營運。